# Шульга Ілля Максимович
Ілля Максимович Шульга (нар. 20 липня 1878 — пом.1938) — маляр-реаліст родом з с. Кропивної на Черкащині.

## Життєпис
Мистецьку освіту здобув у Київській малювальній школі М. Мурашка (1899), Московській школі живопису, скульптури і будівництва (1903) та Петербурзькій Академії Мистецтв у майстерні І. Рєпіна (1909).
З 1910 — на педагогічній роботі у Вінниці, з 1928 в Києві, з 1934 викладач Київського Художнього Інституту.
Заарештований у березні 1938, помер у грудні на засланні в Петропавловську (Північний Казахстан).
Працював у різних жанрах: історичні картини («Козаки пішли», «Переїзд полк. Джеджелія через Кропивну», «Козацька розвідка»), побутові («Молодиці в хаті», «Водосвяття», «Перший трактор на селі»), краєвиди («Церква в Вінниці», «Хата в Вінниці», «Перший сніг», «Зима в лісі»), портрети («Шевченко», автопортрети).
З мистецької спадщини, що нараховує близько 1 000 творів, у США зберігається 75 олійних картин.
Посмертно реабілітований у 1950-х роках.